# Приватний університет Ліхтенштейну
Приватний університет Ліхтенштейну (нім. Private Universität im Fürstentum Liechtenstein, UFL), раніше — Університет гуманітарних наук Ліхтенштейну (нім. Universität für Humanwissenschaften im Fürstentum Liechtenstein) — приватний вищий навчальний заклад у князівстві Ліхтенштейн. Розташований у комуні Трізен.
Був створений восени 2000 року як приватна установа. Дипломи визнані країнами-членами ЄС та ЄЕЗ.
Складається з двох факультетів: медичного та юридичного.

## Співпраця в галузі досліджень
У контексті медичних досліджень Приватний університет Ліхтенштейну співпрацює з такими вищими навчальними закладами:
- Academia Raetica, Давос  Швейцарія
- Австралійський національний університет, Дослідницька школа біологічних наук, Канберра  Австралія
- Швейцарський центр електроніки та мікротехнологій (CSEM), Невшатель  Швейцарія
- Університет Дрекселя, Філадельфія  США
- Медичний університет Іннсбруку, Іннсбрук  Австрія
- Лундський університет, Департамент клітини та біології організмів, Лунд  Швеція
- Вюрцбурзький університет, Біоцентр, Вюрцбург  Німеччина
- Інститут обстеження та лікування судин Форарльберг, Фельдкірх  Австрія